# Saison 3 de The Practice : Donnell et Associés
Chronologie
Saison 2 Saison 4
Cet article fournit des informations sur les épisodes de la troisième saison de la série télévisée américaine The Practice : Donnell et Associés (La firme de Boston au Québec).

## Épisodes

### Épisode 1:Conscience professionnelle
- Titre original : Passing Go
- Réalisateur(s) : Dennis Smith, Michael Schultz
- Scénariste(s) : David E. Kelley
- Diffusion(s) : 
  -  États-Unis : 27 septembre 1998
  -  France :
- Résumé : Bobby se fait renverser par une voiture. Le conducteur s'empresse d'appeler son avocat et il s'agit d'Ellenor. Rebecca vient de recevoir son admission au Barreau et révèle qu'elle a pris des cours du soir... Lindsay vient de finir la nouvelle salle de conférence et veut l'opinion de Bobby. Mais, celui-ci, secoué par l'accident, a d'autres préoccupations...

### Épisode 2:Paroles d'enfant
- Titre original : Reasons to Believe
- Réalisateur(s) : Jace Alexander
- Scénariste(s) : David E. Kelley
- Diffusion(s) : 
  -  États-Unis : 4 octobre 1998
  -  France :
- Résumé : L'ensemble des avocats du cabinet cherche une stratégie de défense après que l'ancien professeur de Lindsay ait abattu un homme. Dans une autre affaire, le seul témoin est âgé de 4 ans. C'est le premier procès de Rebecca...

### Épisode 3:Cadavre gênant
- Titre original : Body Count
- Réalisateur(s) : Oz Scott
- Scénariste(s) : David E. Kelley
- Diffusion(s) : 
  -  États-Unis : 11 octobre 1998
  -  France :
- Résumé : Alors que Bobby et Lindsay montent le dossier pour le procès Pearson, George Vogelman, le pédicure qui avait répondu à la petite annonce d'Ellenor, arrive au cabinet avec une tête tranchée dans son sac. Jimmy et Rebecca, eux, défendent un vieil homme accusé d'avoir prémédité le meurtre de sa femme...

### Épisode 4:La Défense
- Titre original : The Defenders
- Réalisateur(s) : Dwight Little
- Scénariste(s) : David E. Kelley
- Diffusion(s) : 
  -  États-Unis : 18 octobre 1998
  -  France :
- Résumé : Alors que Bobby et Lindsay montent le dossier pour le procès Pearson, George Vogelman, le pédicure qui avait répondu à la petite annonce d'Ellenor, arrive au cabinet avec une tête tranchée dans son sac. Jimmy et Rebecca, eux, défendent un vieil homme accusé d'avoir prémédité le meurtre de sa femme...

### Épisode 5:Le Champ de bataille
- Titre original : The Battlefield
- Réalisateur(s) : Alex Graves
- Scénariste(s) : David E. Kelley
- Diffusion(s) : 
  -  États-Unis : 25 octobre 1998
  -  France :
- Résumé : Lindsay fait appel à la suite du verdict rendu lors du procès Pearson. Le cousin de Berluti se retrouve dans une salle du tribunal pour avoir renvoyé une employé à cause de ses origines iraniennes...

### Épisode 6:Un jour de plus
- Titre original : One of Those Days
- Réalisateur(s) : Dwight Little
- Scénariste(s) : David E. Kelley
- Diffusion(s) : 
  -  États-Unis : 8 novembre 1998
  -  France :
- Résumé : La tension monte au cabinet quand Ellenor décide d'adopter une stratégie douteuse pour le procès de Vogelman et accuse les amis et la famille de la victime du meurtre...

### Épisode 7:Intrigue souterraine
- Titre original : Trench Work
- Réalisateur(s) : Oz Scott
- Scénariste(s) : David E. Kelley
- Diffusion(s) : 
  -  États-Unis : 15 novembre 1998
  -  France :
- Résumé : Lindsay fait une dernière tentative pour sauver Pearson. Le cabinet est attaqué par Steve Robin qui prétend avoir été diffamé dans l'affaire Vogelman. Eugene conclut un marché illégal avec Helen Gamble pour aider son client Kevin Peete...

### Épisode 8:Serments
- Titre original : Swearing In
- Réalisateur(s) : Dennis Smith
- Scénariste(s) : David E. Kelley, Alfonso H. Moreno
- Diffusion(s) : 
  -  États-Unis : 29 novembre 1998
  -  France :
- Résumé : Rebecca est confrontée à un dilemme à la veille de sa prestation de serment : dénoncer un client qu'elle soupçonne être un tueur en série ou remplir ses obligations légales. Et le Cabinet prépare sa défense contre Tommy Silva. Jimmy est chargé du dossier...

### Épisode 9:État d'esprit
- Titre original : State of Mind
- Réalisateur(s) : Adam Nimoy
- Scénariste(s) : David E. Kelley, Jill Goldsmith
- Diffusion(s) : 
  -  États-Unis : 6 décembre 1998
  -  France :
- Résumé :  Le procès de la baby-sitter Evelyn Mayfield va avoir lieu. Elle risque d'être accusée de meurtre au premier ou au second degré. Un jeune garçon, Michael Baylor, est accusé de harcèlement sexuel parce qu'il a fait passer un petit mot à une fille de sa classe. Et tout le cabinet se demande si Jimmy est le bon avocat dans l'affaire Silva...

### Épisode 10:Un métier honorable
- Titre original : Love and Honor
- Réalisateur(s) : Arvin Brown
- Scénariste(s) : David E. Kelley
- Diffusion(s) : 
  -  États-Unis : 13 décembre 1998
  -  France :
- Résumé : Noël approche et le procès des Robins commence. Berluti se retrouve alors face à Silva. Au bureau, la tension monte contre Lucy, qui veut démissionner. Mais Bobby s'y oppose...

### Épisode 11:La Goutte d'eau
- Titre original : Split Decisions
- Réalisateur(s) : Michael Schultz
- Scénariste(s) : David E. Kelley
- Diffusion(s) : 
  -  États-Unis : 3 janvier 1999
  -  France :
- Résumé : Les avocats discutent entre eux pour décider s'ils doivent ou non représenter une société qui produit de l'amiante. Eugene, lui, défend un courtier en bourse respecté dans son métier... mais qui s'habille en femme et qui a été arrêté pour avoir sollicité un homme politique...

### Épisode 12:Instinct de survie
- Titre original : A Day in the Life
- Réalisateur(s) : Martha Mitchell
- Scénariste(s) : David E. Kelley, Jill Goldsmith
- Diffusion(s) : 
  -  États-Unis : 10 janvier 1999
  -  France :
- Résumé : Bobby aide un ami dont la fille a peut-être accidentellement tué son nouveau-né. Un trafiquant de drogue afro-américain accuse la police de l'avoir pris pour cible à cause de la couleur de sa peau. Lindsay défend un homme qui a survécu à un naufrage en volant le gilet de sauvetage d'un homme qui se noyait...

### Épisode 13:Juge et Juré
- Titre original : Judge and Jury
- Réalisateur(s) : Allan Arkush
- Scénariste(s) : David E. Kelley
- Diffusion(s) : 
  -  États-Unis : 17 janvier 1999
  -  France :
- Résumé : Le juge Roberta Kittleson fait des avances à Bobby Donnell qui les décline. Il se demande si cela n'a pas porté préjudice à son client lorsqu'il se rend compte, au fur et à mesure du procès, que les décisions du juge sont toujours en sa défaveur. Helen Gamble poursuit un producteur d'émission qui aurait encouragé un meurtre en conseillant à un médecin de filmer une mort en direct...

### Épisode 14:Des relations humaines
- Titre original : Of Human Bondage
- Réalisateur(s) : Dwight Little
- Scénariste(s) : David E. Kelley, Catherine Stribling, Jill Goldsmith
- Diffusion(s) : 
  -  États-Unis : 7 février 1999
  -  France :
- Résumé : Bobby défend une jeune prostituée accusée de meurtre. Ellenor représente un drogué accusé d'avoir vendu de la cocaïne. Berluti se fait passer pour avocat très féroce auprès d'une cliente qui souhaite extorquer le maximum d'argent à son mari dont elle divorce. Le fils d'Eugene demande à Lucy si elle veut sortir avec lui...

### Épisode 15:Avocats, Journalistes et Cafards
- Titre original :  Lawyers, Reporters and Cockroaches
- Réalisateur(s) : Dennie Gordon
- Scénariste(s) : David E. Kelley
- Diffusion(s) : 
  -  États-Unis : 21 février 1999
  -  France :
- Résumé : La tension monte quand Ellenor découvre que le salaire de Lindsay et deux fois plus élevé que le sien. Ellenor demande réparation et tente de mettre ses collègues de son côté. Bobby et Lindsay représentent un restaurateur forcé à fermer son établissement à cause d'un journaliste qui, derrière une apparence trompeuse, chercher à faire un article sur les cafards dans les cuisines...

### Épisode 16:Fin de partie
- Titre original : End Games
- Réalisateur(s) : Keith Samples
- Scénariste(s) : David E. Kelley
- Diffusion(s) : 
  -  États-Unis : 28 février 1999
  -  France :
- Résumé : Un client d'Ellenor, Leonard Sowers, fait irruption dans le Cabinet avec des policiers à ses trousses et dépose un sac d'héroïne sur son bureau. Ellenor est arrêtée pour détention de drogue. Lors de la fouille de son bureau, la police découvre un couteau plein de sang qui pourrait bien être l'arme qui a tué Susan Robins. Dickie Flood accuse Ellenor de meurtre au premier degré. Lindsay enterre la hache de guerre et prend la défense d'Ellenor. Pendant ce temps, Bobby défend le juge Kittelson, accusé de harcèlement sexuel...

### Épisode 17:L'Expérience parle
- Titre original : Target Practice
- Réalisateur(s) : John Patterson
- Scénariste(s) : Cindy Lichtman, Alfonso H. Moreno
- Diffusion(s) : 
  -  États-Unis : 7 mars 1999
  -  France :
- Résumé : Jimmy représente un couple accusé d'avoir provoqué la mort accidentelle de leur fille. Jimmy pense que le fabricant d'armes envoie des publicités à des criminels et contourne la loi en envoyant des armes à monter soi-même. Eugène apprend que son fils Kendall vend de la drogue...

### Épisode 18:Dans la bataille
- Titre original : Crossfire
- Réalisateur(s) : Dennis Smith
- Scénariste(s) : David E. Kelley, Jill Goldsmith, Alfonso H. Moreno
- Diffusion(s) : 
  -  États-Unis : 14 mars 1999
  -  France :
- Résumé : Eugene se bat contre sa femme pour la garde de Kendall. Sharon pense que le métier et les pratiques douteuses d'Eugène ne montre pas le bon exemple à leur fils. Helen poursuit un jeune homme pour vol de voiture, mais commence à douter de l'histoire de la victime quand l'accusé fait un témoignage plus que crédible et prétend qu'on lui a prêté la voiture. Rebecca défend un psychologue qui a été licencié parce qu'il louchait après avoir subi un traumatisme crânien...

### Épisode 19:Coups de couteaux
- Titre original : Closet Justice
- Réalisateur(s) : Alex Graves
- Scénariste(s) : David E. Kelley
- Diffusion(s) : 
  -  États-Unis : 28 mars 1999
  -  France :
- Résumé : Le juge Hiller confie à Lindsay la désagréable tâche de défendre Michael Kingston qui a tué une religieuse. Lindsay découvre que les recherches de la police pour retrouver le corps sont anticonstitutionnelles, et malgré toute sa moralité, fait libérer Kingston. Helen lance un débat passionné, déclarant que la constitution a été désignée pour protéger les innocents et que Kingston ne fait pas partie de cette catégorie de personnes. Finalement, Hiller n'a pas d'autre choix que de prononcer le non-lieu. Pendant ce temps, Jimmy et Rebecca défendent un homme accusé de racolage qui déclare avoir été provoqué par l'officier en civil qui lui avait dit être une prostituée...

### Épisode 20:Caméras cachées
- Titre original : Home Invasions
- Réalisateur(s) : Jeannot Szwarc
- Scénariste(s) : Jill Goldsmith, Alfonso H. Moreno
- Diffusion(s) : 
  -  États-Unis : 18 avril 1999
  -  France :
- Résumé : Lucy est plus que surprise d'apprendre que son appartement est truffé de caméras vidéo et certaines des images prises ont été mises sur Internet. Le Juge Kittleson est outrée quand elle découvre des détails de sa vie privée sur le net, y compris des photos d'elle avec Jimmy. Helen recrute Ellenor pour interroger un témoin alors qu'il veut modifier son témoignage, lavant son père des accusations du meurtre de sa mère...

### Épisode 21:L'Infection
- Titre original : Infected
- Réalisateur(s) : Dylan McDermott
- Scénariste(s) : David E. Kelley
- Diffusion(s) : 
  -  États-Unis : 25 avril 1999
  -  France :
- Résumé : Helen accuse Gary Armbrust de complicité de meurtre à la suite de son mensonge pour protéger son père. Rebecca prend la défense d'un homme accusé de meurtre. Elle apprend que l'accusation veut faire témoigner l'officier qui a arrêté le meurtrier. Le juge Swackheimer qui a déjà ordonné l'arrestation de l'accusé pense que ce témoignage n'a aucun intérêt pour le procès. Bobby essaye de découvrir la cause de plusieurs décès dans un hôpital de chirurgie esthétique...

### Épisode 22:La Défense à l'attaque
- Titre original : Do Unto Others
- Réalisateur(s) : Mel Damski
- Scénariste(s) : David E. Kelley
- Diffusion(s) : 
  -  États-Unis : 2 mai 1999
  -  France :
- Résumé : Eugène défend un rabbin très connu qui est accusé de viol. Le cas s'avère compliqué lorsque le rabbin annonce qu'il entretenait une relation avec la victime et que le soir du viol ils se sont rencontrés pour mettre un terme à leur relation. Cette affaire pose un problème de conscience à Eugène qui décide, pour gagner ce procès, d'attaquer la crédibilité de la victime.

### Épisode 23:Et ils vécurent heureux
- Titre original : Happily Ever After
- Réalisateur(s) : Dwight Little
- Scénariste(s) : David E. Kelley
- Diffusion(s) : 
  -  États-Unis : 9 mai 1999
  -  France :
- Résumé : Lindsay se fait poignarder un soir dans son bureau par un inconnu déguisé en bonne sœur. Juste avant d'avoir un malaise, elle réussit à prononcer le mot «bonne sœur» à Bobby. Avec cette information, Helen décide d'interroger plusieurs bonnes sœurs dans le cadre de son enquête. Pendant ce temps, Jimmy découvre une photo de Lindsay dans le bureau du juge Kittleson...